# 加雷斯
加雷斯（Gareth）是亞瑟王傳奇中的一個角色，於《聖杯故事》的第一延續首次登場。

## 其他
- 日本手機遊戲Fate/Grand Order中，作為2星Lancer出場，是性转不列顛骑士。配音員︰桑原由气。[2]